# Unione della Libertà - Unione Democratica
L'Unione della Libertà - Unione Democratica (in ceco: Unie Svobody - Demokratická Unie - US-DEU) è stato un partito politico ceco di orientamento social-liberale fondato nel 2001 mediante la confluenza di due distinti soggetti politici:
- l'Unione della Libertà, affermatasi nel 1998 in seguito ad una scissione interna al Partito Democratico Civico;
- l'Unione Democratica, costituitasi nel 1994.

Si è dissolto nel 2011.

## Storia
Il partito si presentò per la prima volta in occasione delle elezioni parlamentari del 2002, quando si presentò insieme all'Unione Cristiana e Democratica - Partito Popolare Cecoslovacco: la coalizione ottenne il 14,3% dei voti ed entrò a far parte del governo guidato da Jiří Paroubek, leader del Partito Socialdemocratico Ceco.
Alle elezioni europee del 2004 il partito ottenne solo l'1,7%, fermandosi allo 0,3% alle elezioni parlamentari del 2006.
Ormai scomparso dalla scena politica, il partito si sciolse il 1º gennaio 2011.

## Risultati elettorali
| Elezione                                                                 | Voti               | %                  | Seggi              |
| Unione Democratica                                                       | Unione Democratica | Unione Democratica | Unione Democratica |
| ------------------------------------------------------------------------ | ------------------ | ------------------ | ------------------ |
| Parlamentari 1996                                                        | 169.796            | 2,80               | 0 / 200            |
| Parlamentari 1998                                                        | 86.431             | 1,45               | 0 / 200            |
| Unione della Libertà                                                     |                    |                    |                    |
| Parlamentari 1998                                                        | 513.596            | 8,60               | 19 / 200           |
| Unione della Libertà - Unione Democratica                                |                    |                    |                    |
| Parlamentari 2002 a                                                      | 680.671            | 14,28              | 8 / 200            |
| Europee 2004 b                                                           | 39.655             | 1,70               | 0 / 24             |
| Parlamentari 2006                                                        | 16.457             | 0,31               | 0 / 200            |
| a Con KDU-ČSL b Nell'Unione dei Liberal Democratici (con CZ, LiRA e ODS) |                    |                    |                    |